# Landschaftsschutzgebiet Siek- und Haferbachtal

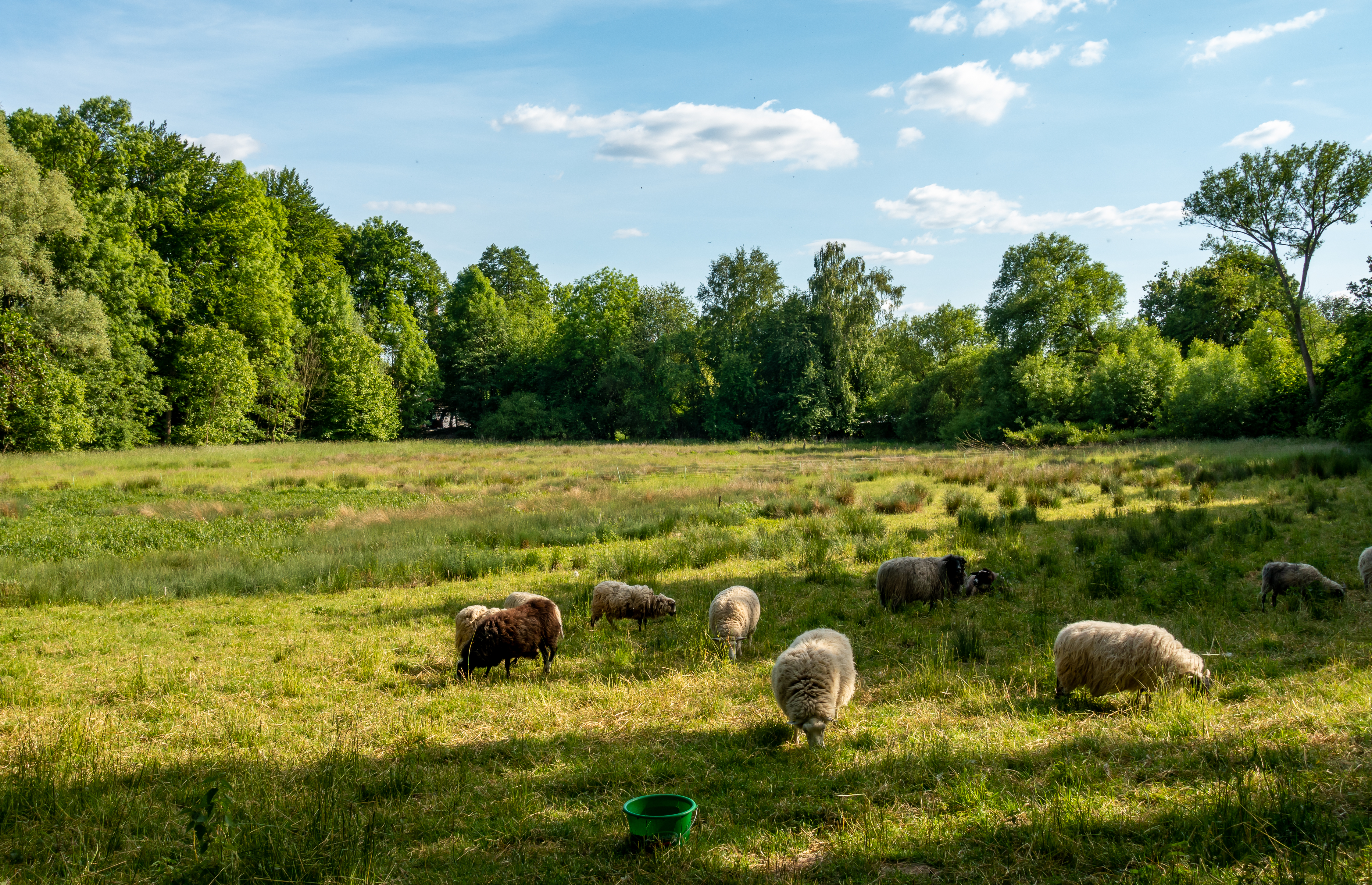
Landschaftsschutzgebiet Siek- und Haferbachtal

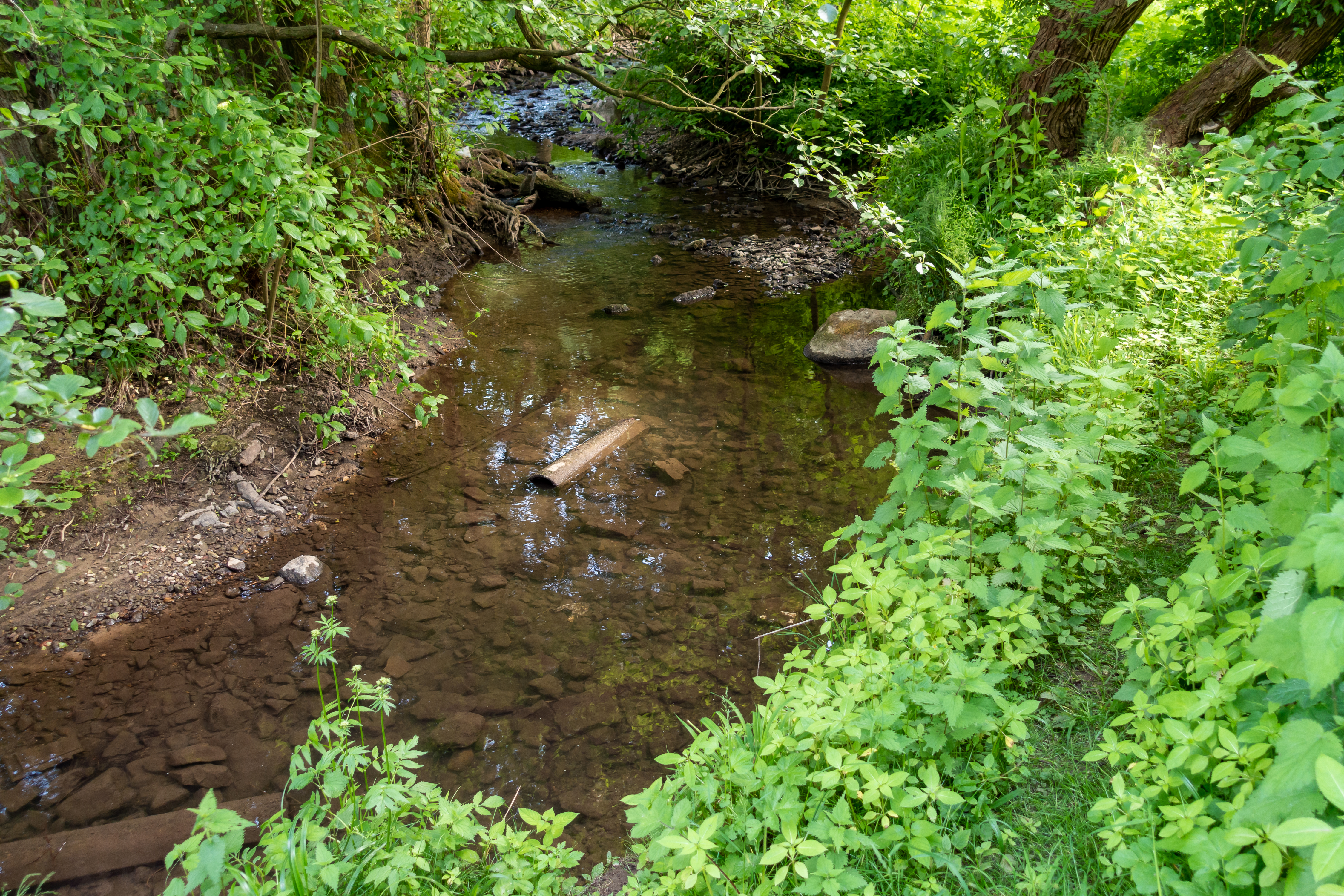
Haferbach im Landschaftsschutzgebiet

Das Landschaftsschutzgebiet Siek- und Haferbachtal mit 31,1 ha Flächengröße liegt im Stadtgebiet Lage westlich und nördlich von Kachtenhausen. Es wurde 2006 mit dem Landschaftsplan Lage durch den Kreistag des Kreises Lippe als Landschaftsschutzgebiet (LSG) ausgewiesen. Das Schutzgebiet wird durch Siedlungsbereich in drei Teilflächen geteilt, wobei die Bundesstraße 66 durchs Gebiet verläuft.

## Beschreibung
Das LSG umfasst einen naturnahen 920 m langen Bachabschnitt des Siekbaches und einen 3,6 km langen Abschnitt des leicht mäandrierend und von einem alten Ufergehölz begleiteten Haferbach. Auch die Einmündung des Siekbaches und in den Haferbach liegt im Schutzgebiet. 
Der Landschaftsplan Lage führt zum Landschaftsschutzgebiet aus: „Das Gebiet hat regionale Bedeutung als Vernetzungsbiotop der Wald- und Grünlandauen und liegt innerhalb der Biotopverbundfläche der LÖBF NRW Haferbach und seitliche Zuflüsse“.

## Schutzzwecke für das LSG
Laut Landschaftsplan erfolgte die Ausweisung des LSG
- „zur Erhaltung und Wiederherstellung der Leistungsfähigkeit des Naturhaushaltes in ökologisch besonders wertvoll strukturierten Bereichen mit Wasser-, Klima- und Biotopschutzfunktionen,“
- „zur Erhaltung und Wiederherstellung von Quellbereichen und naturnahen Fließgewässern, Wald- und Grünlandbereichen unterschiedlicher Feuchtestufen, Feldgehölzen, Hecken und Obstwiesen,“
- „zur Erhaltung morphologisch ausgeprägter Bereiche zur Sicherung der landschaftlichen Eigenart und Vielfalt für die Erholung,“
- „zur Erhaltung wertvoller Biotopkomplexe aus Wald-Grünlandbereichen, Fließgewässern und Quellen sowie Biotopen nach § 62 LG mit wichtigen Refugial-, Puffer-, Trittstein- und Vernetzungsfunktionen,“
- „zur Erhaltung und Wiederherstellung wichtiger Rückzugsräume für die bedrohte Tier- und Pflanzenwelt,“
- „zur Sicherung der das Orts- und Landschaftsbild gliedernden und belebenden und die dörflichen Siedlungsstrukturen prägenden Freiraumelemente.“[1]

## Rechtliche Vorschriften
Im Landschaftsschutzgebiet ist unter anderem das Errichten von Bauten und Fischteichen verboten. Grün- und Brachland darf nicht in eine andere Nutzungsart umgewandelt oder umgebrochen werden.